# 張禹珍
張 禹珍（チャン・ウジン、英: Jang Woo-jin、장우진、1995年9月10日 - ）は、韓国の卓球選手。
Tリーグは金沢ポート所属。

## 主な戦績
2013年
- 世界ジュニア選手権 男子シングルス優勝

2018年
- ITTFワールドツアープラチナ・韓国オープン 男子シングルス優勝

2021年
- 世界卓球2021ヒューストン ダブルス銀メダル(林鐘勲ペア)

2022年
- WTT コンテンダーマスカット シングルス優勝
- 世界卓球2022成都 団体銅メダル

2023年
- 世界卓球2023ダーバン ダブルス銀メダル(林鐘勲ペア)

2024年
- 世界卓球2024釜山 団体戦銅メダル
- WTTサウジスマッシュ　シングルスベスト4